# Chichia
Chichia gracilis, Chichiidae
Famille
Genre
Espèce
Chichia est un genre fossile de poissons à nageoires rayonnées de l’ordre également fossile des Palaeonisciformes. C'est le seul genre de la famille des Chichiidae et il n'est représenté que par l'espèce Chichia gracilis, qui a vécu lors du Permien.

## Répartition
Des restes fossiles de Chichia ont été mis au jour dans le Xinjiang, en Chine.

## Systématique
La famille des Chicchidae, le genre Chichia et l'espèce Chichia gracilis sont décrits en 1978 par les paléontologues chinois Liu Hsien-ting (d) et Wang Nia-zhong (d),.

### Publication originale
- [1978] (zh) H.T. Liu et N.Z. Wang, « [A fish fauna from the Late Permian of the Dzungaria Basin] », Memoirs of Institute of Vertebrate Palaeontology and Paleoanthropology, Peking, vol. 13,‎ 1978, p. 1-18.